# Astra Agro Lestari
PT Astra Agro Lestari Tbk ist ein indonesisches Unternehmen, das sich auf die Herstellung von Palmöl spezialisiert hat. Das Unternehmen mit Hauptsitz in Jakarta hat über 19.335 Mitarbeiter (Stand: 2007).
Astra Agro Lestari befindet sich zu fast 80 Prozent im Besitz von Astra International (Stand Januar 2008), ist an der Indonesischen Börse notiert und im dortigen Aktienindex LQ-45 unter dem Kürzel AALI gelistet.

## Geschichte
Gegründet wurde Astra Agro 1981 von der Firma PT Pandu Dian Pertiwi, ein Unternehmen, das sich im Besitz von mehreren einflussreichen indonesischen Privatpersonen befindet.
PT Astra International begann sich 1983 erstmals landwirtschaftlich zu betätigen. Auf einer 2000 Hektar großen Plantage wurde erst Maniok angebaut, später Kautschuk.
Im Jahr 1984 begann mit der Übernahme von PT Tunggal Perkasa Plantation (TPP) das Geschäft mit Palmöl. Unter einem Regierungsprogramm für kleine Besitzer (PIR Trans) eröffnete das Unternehmen 1986 mehrere Palmölplantagen in Riau und auf Sumatra mit insgesamt 10.000 Hektar.
Im Jahr 1988 wurden mit PT Astra Agro Niaga (AAN), vorher PT Suryaraya Cakrawala, und PT Suryaraya Bahtera (SRB) zwei Tochterunternehmen geschaffen, die für den Betrieb der Plantagen verantwortlich waren.
PT Astra International beteiligte sich 1990 mit 20 Prozent an PT Astra Agro Niaga und mit 50 Prozent an PT Suryaraya Bahtera. Beide Unternehmen fusionierten am 30. Juni 1997 zu einer Holding mit dem Namen PT Astra Agro Niaga, die am 21. August desselben Jahres in PT Astra Agro Lestari Tbk (AAL) umbenannt wurde.
Ab dem 9. Dezember 1997 wurden Aktien von Astra Agro Lestari an den Börsen von Jakarta und Surabaya zu einem Stückpreis von 1.500 Rp. ausgegeben. Im Juli 1999 wurden weitere Bonusaktien ausgegeben. Erste Anleihen im Wert von 500 Millionen Rp. wurden im März 2000 an der Börse von Surabaya gelistet.

## Umweltbelastung
Zumindest 2004 hatte die Firma einen großen Bestand an Grundstücken zur Entwicklung.
Sie hat sieben Konzessionen auf Moor in Riau, mit einer auf 20.000 Hektar geschätzten Gesamtfläche.
Laut Greenpeace (2007) hatte sie sieben Konzessionen auf Moor in Kalimantan Tengah. Außerdem nannte Greenpeace auch Hotspots auf Konzessionen von Astra Agro in Riau, von denen sich zwei auf Moorgebieten befinden.
Joko Supriyono war oder ist Führungskraft bei Astra Agro und einer Palmöllobbyorganisation. Er sagte, Firmen hätten keine andere Wahl als weiterhin Plantagen auf Schutzgebieten anzulegen.